# Pacatuba matthewsi
Pacatuba matthewsi är en tvåvingeart som beskrevs av Guilherme A.M.Lopes 1975. Pacatuba matthewsi ingår som enda art i släktet Pacatuba och familjen köttflugor. Inga underarter finns listade i Catalogue of Life.